# Купферцел
Купферцел (њем. Kupferzell) општина је у њемачкој савезној држави Баден-Виртемберг. Једно је од 16 општинских средишта округа Хоенлое. Према процјени из 2010. у општини је живјело 5.850 становника. Посједује регионалну шифру (AGS) 8126047.

## Географски и демографски подаци
Купферцел се налази у савезној држави Баден-Виртемберг у округу Хоенлое. Општина се налази на надморској висини од 340 метара. Површина општине износи 54,3 km². У самом мјесту је, према процјени из 2010. године, живјело 5.850 становника. Просјечна густина становништва износи 108 становника/km².